# Tirodesmus fimbriatus
Tirodesmus fimbriatus är en mångfotingart som först beskrevs av Peters 1864.  Tirodesmus fimbriatus ingår i släktet Tirodesmus och familjen Platyrhacidae. Inga underarter finns listade i Catalogue of Life.